# Clavelina sabbadini
Clavelina sabbadini är en sjöpungsart som beskrevs av Enrico Adelelmo Brunetti 1987. Clavelina sabbadini ingår i släktet Clavelina och familjen klungsjöpungar. Inga underarter finns listade i Catalogue of Life.